# Смолевица
Смолѐвица до 4 април 1986 г. е отделно селище – „колиби“, а от тази дата е част от село Манаселска река, към което е присъединено с обнародвания в ДВ, бр. 27 от 4 април 1986 г.
Указ 970 на Държавния съвет на НРБ от 26 март 1986 г.
Намира се в планинския рид Драгойца. През Смолевица протича река Нерешньовец, приток на Манаселска река.

## История
Смята се, че Смолевица е съществувала още от преди османския период. През 1840 г. в нея е изграден каменен кръст-оброк в чест на Света Богородица, на който е написана годината и имената на жителите на Смолевица Дончо, Гечо, Петко, Тоно, Бенчо, Нано, Бако, Дончо Дилов, Дѧдо Дочо. През XVIII-XIX век в района се появили кърджалии (наричани още „пашите“). Смолевица е била закриляна от набезите им от местния поп Братою, който е бил близък с тях. Смолевчани са ходели на гурбет към Орхание (дн. Ботевград) Златна Панега, Горни Луковит (дн. град Луковит), Свищов и даже към Зайчар (Сърбия).
През 1835 г. в Смолевица е роден Тоно Бенчев Баков (Пейкин), член на тайния революционен комитет Хасан Касам, основан от Васил Левски в село Видраре. Бил е баджанак на революционера Йосиф поп Петров от Видраре, също член на комитета, диарбекирски заточеник по обира на турската хазна при Арабаконак, ръководен от Димитър Общи през 1872 г. На младини е бил ратай в стопанството на чорбаджи Патьо във Видраре. Тъй като е ликвидирал един турски кадия във Видраре, се е преселил в село Петревене преди Руско-турската война (1877/78). След отстраняването на османската власт става първия кмет на Петревене. Създал е рода на Тоновците в Петревене. Бил е кмет там в продължение на 16 години и е поддържал тесни връзки със съратника на Левски и министър-председател Стефан Стамболов, който го е посещавал в Петревене при пътуванията си из България. Брат му, Бако Бенчев Баков, се е преселил в село Равнище, където е създал рода на Масларите.